# Tchankatagh
Tchankatagh (in armeno Ճանկաթաղ?, in azero Çanyataq) è una piccola comunità rurale del distretto di Tərtər, in Azerbaigian, fino al 2024 appartenente alla regione di Martakert nella repubblica di Artsakh (fino al 2017 denominata repubblica del Nagorno Karabakh).
Il villaggio nel 2005 contava poco meno di trecento abitanti e si trova in zona boscosa e collinare lungo la statale che da Step'anakert conduce al capoluogo regionale Martakert.
Il 20 settembre 2023, 5 peacekeepers russi vennero uccisi dalle forze armate azere nelle vicinanze del villaggio, durante l'offensiva azera nel Nagorno Karabakh che ha portato alla dissoluzione della repubblica di Artsakh.